# Cagua
Cagua är en ort och kommun i norra Venezuela, och är belägen i delstaten Aragua. Den är belägen sydost om Maracay och ingår i denna stads storstadsområde. Folkmängden uppgår till strax över 100 000 invånare. Cagua grundades 29 november 1620 under namnet Cagua la Vieja, ett namn som efter ett par år ändrades till Nuestra Señora del Rosario de Cagua. Från 1700-talet och framåt var staden känd som San Jose de Cagua.

## Administrativ indelning
Kommunens formella namn är Sucre, och är indelad i två socknar (parroquias):
- Bella Vista
- Sucre